# エリック・フェルナンド・ボテギン
エリック・フェルナンド・ボテギン（Eric Fernando Botteghin，1987年8月31日 - ）は、ブラジル・サンパウロ出身のサッカー選手。ポジションはディフェンダー。アスコリ・カルチョ1898 FC所属。イタリア国籍も所有。

## 経歴

### グレミオ・バルエリ
グレミオ・バルエリのユースを経てSCインテルナシオナルへ1年レンタル。そこでオランダで行われた大会に参加して優勝し、PECズヴォレによってスカウティングされた。

### PECズヴォレ
PECズヴォレは2007年1月にボテギンを獲得した。即座にスタメンを掴み、5年未満でリーグ戦（エールステ・ディヴィジ）138試合に出場。当時ズヴォレの監督だったヤン・エーフェルスはボテギンについて「彼の移籍金は50万ユーロだが、2年後には4倍でトップ3へ売れる選手になる」と予言していたが、その条件を満たすオファーが無かったことで契約を満了。2011年にフリー移籍でズヴォレを去ることを決めた。

### NACブレダ
2011年7月にNACブレダへ移籍した。初めてエールディヴィジでプレーし、2年間でリーグ戦64試合に出場した。

### FCフローニンゲン
FCフローニンゲンは移籍金65万ユーロでボテギンを獲得、3年契約を結んだ。2014-15シーズンにはこのクラブでKNVBカップを優勝し、このシーズンの高いパフォーマンスにより、オランダの年間最優秀選手クラッセメントでブロンゼン・スフーンを獲得している。

### フェイエノールト
2015年8月にフェイエノールトと2019年夏までの契約を結んだ。フローニンゲンに払われた移籍金は約250万ユーロであり、多少時間がかかったがエーフェルスの予言が実現することになった。スフェン・ファン・ベークとテレンス・コンゴロのCBコンビの前でボテギンは当初は控えだったものの、ウィンターストップ以降にファン・ベークの不調によりスタメンを掴むと4月には自身2回目のKNVBカップ優勝を経験した。この大会ではケルクラーデでの準々決勝ローダJC戦(0-1)で延長に決勝点を決めている。2016-17シーズンはファン・ベークの長期離脱により不動のスタメンとなり、キャリアトップのパフォーマンスでリヌス・イスラエル、ジョン・デ・ヴォルフといったクラブの歴史を代表するCBと並び称されるほどの高い評価を受けた。このシーズンUEFAヨーロッパリーグで初の欧州カップ戦にも出場。

### アスコリ
2021年8月3日、アスコリ・カルチョ1898 FCに2年契約で移籍した。

## プレースタイル・評価
多くのブラジルCB同様に屈強なフィジカルを持ち、競り合いと空中戦に強い。フーゴ・ボルストは2016年9月に「DFとして彼の素晴らしいところは冷静さ。ポジショニングに優れ、DFとしては良いテクニックを備え、空中戦に非常に強く、素晴らしいタックルを持つ」と技術的な面だけでなく精神的な強さも指摘し、「もし彼がウリ・ファン・ホッベルのスピードを持っていたら、今頃はマンチェスター・ユナイテッドFCの所有物になっていただろう」と評している。

## タイトル
フェイエノールト
- エールディヴィジ : 2016-17
- KNVBカップ : 2015-16, 2017-18
- ヨハン・クライフ・スハール : 2017, 2018

## 参照
1. ↑  http://www.ad.nl/ad/nl/1431/NAC-Breda/article/detail/576027/2011/03/31/NAC-strikt-talenten-Buijs-en-Botteghin.dhtml
2. ↑  http://www.vi.nl/nieuws/Botteghin-in-navolging-van-Wijnaldum-naar-FC-Groningen.htm
3. ↑  http://www.ad.nl/ad/nl/5619/Feyenoord/article/detail/4119884/2015/08/13/Botteghin-tekent-voor-vier-jaar-bij-Feyenoord.dhtml
4. ↑  https://www.fr12.nl/nieuws/40944-in-eindhoven-en-amsterdam-vlogen-de-tvs-uit-de-ramen.html
5. ↑  http://www.ad.nl/sport/niet-op-de-brommerdt~a18b57fd/